# حركة معادية للطائفة
حركة معادية للطائفة أو حركة مضادة للطائفة (بالإنجليزية: Anti-cult movement)‏ هي حركة تعارض أي حركة دينية جديدة والتي يصفونها بالطائفة. عرّف علماء الاجتماع ديفيد بروملي ( David Bromley) وأنسون شوب ( Anson Shupe) في البداية الحركة المعادية للطائفة في عام 1981 كمجموعة من المجموعات التي تتبنى نظرية غسل الدماغ، ولكنها لوحظت في وقت لاحق تقوم بتحول كبير في الأيديولوجية نحو العضوية المرضية في الحركات الدينية الجديدة. وهناك أيضا منظمات مسيحية معادية للثقافة تعارض الحركات الدينية الجديدة على أسس لاهوتية وتنتشر المعلومات من خلال شبكات الكنائس والأدب المطبوع.